# 绒额鳾
绒额鳾为鳾科鳾属的鸟类。分布于印度半岛、中南半岛及其邻近岛屿以及中国大陆的云南、贵州、广西、海南等地，一般栖息于海拔约400-1800米的沟谷、山坡或山顶的阔叶林、干草阔叶林或混交林以及在公路边或村寨附近的树丛间也可见到。该物种的模式产地在斯里兰卡。

## 亚种
- 绒额鳾指名亚种（学名：Sitta frontalis frontalis）。分布于印度、斯里兰卡、东抵中南半岛以及中国大陆的云南、贵州等地。该物种的模式产地在斯里兰卡。[3]

## 外部連結
- 絨額鳾(Sitta frontalis)鳴聲(1)[永久]香港觀鳥會鳥鳴集
- 絨額鳾(Sitta frontalis)鳴聲(2) （页面存档备份，存于）香港觀鳥會鳥鳴集